# Saint-Sauveur (Gironda)
Saint-Sauveur é uma comuna francesa na região administrativa da Nova Aquitânia, no departamento de Gironda. Estende-se por uma área de 21,89 km². Em 2010 a comuna tinha 1 320 habitantes (densidade: 60,3 hab./km²).